# ZAL - Riu Vell (metrostation)
ZAL | Riu Vell is een metrostation aan lijn 10 (lijn 10 Sud) van de Metro van Barcelona.
Het station ligt in de Zona Franca industriezone in het district Sants-Montjuïc. Het is geopend in 7 november 2021 en vormde sinds opening de zuidelijke terminus van L10 Sud. Bouwplannen bestaan om de lijn verder door te trekken naar een nieuwe terminus, Pratenc, evenwel zonder bouwdatum.
De stationsnaam verwijst naar de ZAL of Zona d'Activitats Logístiques (zone van logistieke activiteiten), terwijl Riu Vell (oude rivier) verwijst naar de oude bedding van de rivier de Llobregat die in 2004 werd omgeleid om het risico op overstromingen te verminderen. Naast de bedrijven van de industriezone, zal het station ook een nog te bouwen aangrenzende penitentiaire instelling, het Centro de preventivos Llobregat, ontsluiten.
Het metrostation deelt dezelfde layout als de aanliggende stations Ecoparc, Port Comercial - La Factoria en Zona Franca,  samen de enige vier bovengrondse stations van de metro van Barcelona, ingepland op een spoorviaduct. Het station ligt aan een betonnen dubbel viaduct – een voor elke rijrichting, 6,5 meter hoog. In het midden van de twee viaducten ligt het eilandperron, 10 meter breed en 120 meter lang.
Lijn 10 Zuid
ZAL | Riu Vell · 
Ecoparc · Port Commercial | La Factoria · Zona Franca · Foc · Foneria · Ildefons Cerdà | Ciutat de la Justícia · Provençana · Can Tries | Gornal · Torrassa · Collblanc
Lijn 10 Noord
La Sagrera · Onze de Setembre · Bon Pastor · Llefià · La Salut · Gorg